# Lake Casitas
Lake Casitas är en på konstgjord väg skapad sjö i Kalifornien. Här tävlades det i kanot och rodd vid olympiska sommarspelen 1984.

### Fotnoter
1. ↑  Officiell rapport från olympiska sommarspelen 1984. Arkiverad 2 november 2010 hämtat från the Wayback Machine. Volume 1. Part 1. pp. 108-12.